# 梅田實
梅田實（日语：梅田みのり，1996年11月30日—），日本的前AV女優，關西出身。

## 人物
平常喜歡一邊看色情小說一邊自慰。而她第一次的性經驗是在高中三年級的春假，對象是高二的學弟。
出道之前曾在關東的大阪燒店打工，也是她拍攝第一部作品的地方。
她表示每次做愛時會看起像是在哭因為感覺太舒服了。

## 簡歷
2017年2月，在日本AV片商「S1」以新人專屬女優的身分AV出道。本來預計於3月5日舉辦出道活動後來因為個人因素取消。
在S1短暫拍了四部作品之後便轉往風俗店工作，於2018年5月7日退店。

## 作品

### AV
※皆為「S1」專屬
2017年
- 新人NO.1 STYLE 関西出身のめちゃエロシ・ロ・ウ・ト梅田みのりAVデビュー（2月1日）
- 激エロシ・ロ・ウ・ト娘が関西弁でめちゃイキ！初体験4本番スペシャル（3月1日）
- 「みのりに潮吹きの快感を教えて下さい」‘イク時’よりも気持ち良いめっちゃ恥ずかしい超・大量潮吹きエクスタシー（4月1日）
- 交わる体液、濃密セックス 梅田みのり（4月19日）

## 外部連結
- AV女優情報：梅田みのり （页面存档备份，存于） - エスワン
- プロフィール （页面存档备份，存于） - みんなのAV